# Marzena Sienkiewicz
Marzena Sienkiewicz (Gdynia, 29 augustus 1975) is een Poolse weerpresentatrice.

## Carrière
Sienkiewicz begon als weerpresentatrice bij de publieke televisiezender TVP Gdańsk waarna ze begin 2004 een overstap maakte naar de commerciële televisienetwerk TVN. Na een jaar keerde ze echter terug naar de publieke omroep en werd weerpresentatrice op TVP3. Toen die zender in 2007 werd opgedoekt kwam ze terecht bij TVP2 waar ze sindsdien elke ochtend het weer presenteert. In 2010 ontving ze een nominatie voor de prijs Beste weerpresentatrice van Polen 2010. Deze prijs werd echter gewonnen door Dorota Gardias.